# تاريا تورونن
تاريا تورونن (بالفنلندية: Tarja Turunen)‏ (ولدت في 17 أغسطس/أب 1977), مغنية وشاعرة أغنية فنلندية, يعتبر صوتها من نوع سوبرانو في الأوبرا وتغني أيضا في مجال الميتال, معروفة بالأخص عندما كانت في فرقة نايتويش الفنلندية, وبعدها فصلت عام 2005 للتابع مشوارها الفني كمغنية منفردة. تعتبر من أهم المغنيات الفنلنديات ومحط احترام كبير لدرجة رئيسة فنلندا تاريا هالونن وصفتها بأنها «صوت فنلندا».

## ألبوماتها مع نايتويش
- Nightwish demo عام 1996
- Angels Fall First عام 1997
- Oceanborn عام 1998
- Wishmaster عام 2000
- Over the Hills and Far Away EP عام 2001
- Century Child عام 2002
- Once عام 2004
- End of an Era عام 2005
- شاركت بالغناء مع فرقة الروك الألمانيه سكوربيونز عام 2010 بأغنية (the good die young) وكان صوتها رائع جدا .

## ألبوماتها المنفردة
- Henkäys Ikuisuudesta (بالفنلندية) عام 2006
- You Would Have Loved This عام 2006
- My Winter Storm عام 2007
- The Seer EP عام 2008
- What Lies Beneath عام 2010

## وصلات خارجية
- تاريا تورونن على موقع IMDb (الإنجليزية)
- تاريا تورونن على موقع ميوزك برينز (الإنجليزية)
- تاريا تورونن على موقع أول ميوزيك (الإنجليزية)
- تاريا تورونن على موقع ديسكوغز (الإنجليزية)
- تاريا تورونن على موقع ديسكوغز (الإنجليزية)
- تاريا تورونن على موقع قاعدة بيانات الفيلم (الإنجليزية)

- الموقع الرسمي
- MySpace